# Passage des Patriarches
Le passage des Patriarches est une voie exclusivement piétonnière du 5e arrondissement de Paris située dans le quartier du Jardin-des-Plantes.

## Situation et accès
Le passage des Patriarches est accessible à proximité par la ligne 7 à la station Censier - Daubenton.

## Origine du nom
Ce passage, qui tire son nom de la rue des Patriarches, est le pendant du passage des Postes situé de l'autre côté de la rue Mouffetard.

## Bâtiments remarquables et lieux de mémoire
Dans le roman Le Mont Analogue, de René Daumal, publié en 1952, le Passage des Patriarches est l'endroit où se trouve la maison d'un des principaux protagonistes, le Père Sogol, à laquelle le narrateur arrive en « ... bousculant des tomates, glissant sur des peaux de bananes, frôlant des commères en sueur ... »

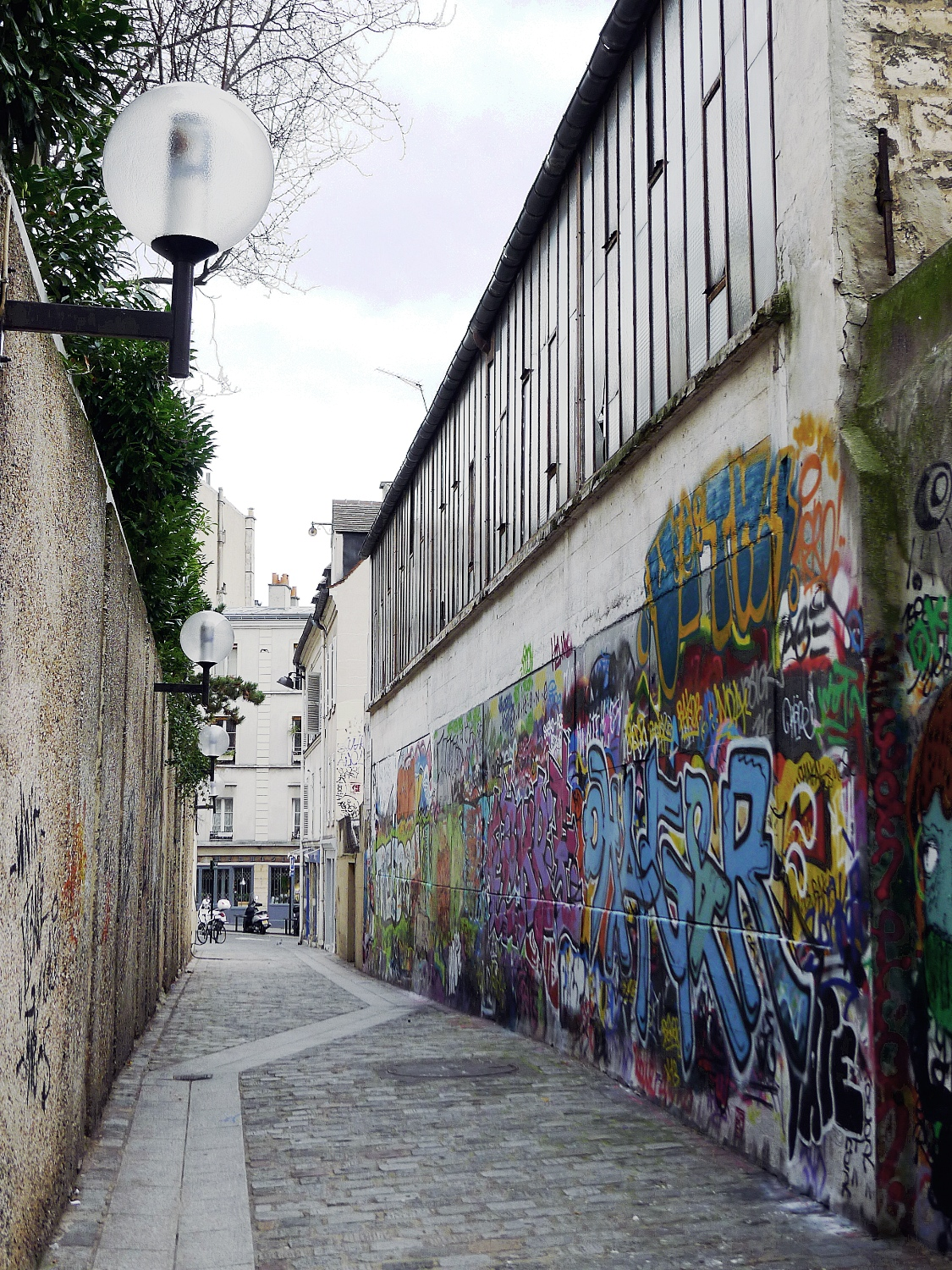
Passage des Patriarches vu de la rue Mouffetard.